# Provozovatel mobilních komerčních služeb
Provozovatel mobilních komerčních služeb je organizace (nebo podnik), která zajišťuje určitou kombinaci služeb, jako jsou konzultace, software a počítačové systémy určené pro mobilní základnu zvanou e-komerce, dále mobilní zařízení (mobilní telefony, smartphony), reklama na mobilu, obsah mobilních telefonů nebo mobilní internetové stránky.
Provozovatelé mobilních komerčních služeb poskytují různým společnostem nástroje a služby potřebné pro distribuci a prodej jejich produktů napříč normálním i mobilním Internetem, dále těmto společnostem poskytují řízení jejich online obchodů. Specificky se tito provozovatelé mobilních komerčních služeb zaměřují na všechny aspekty mobilní reklamy včetně digitálních produktů (počítačové hry, video, vyzváněcí tóny, digitální tapety a aplikace), které je možno stáhnou do mobilních telefonů.

## Oblasti služeb provozovatelů mobilních komerčních služeb
- databáze mobilních zařízení
- systémy vyučtování
- sms služby
- návrhy hardwaru a softwaru
- mobilní platby
- rozpoznávání značky
- řízení distribuce
- vývoj webových stránek a web-hosting
- monitorování výkonu webových stránek
- řízení plnění závazků
- online marketing
- zpracování objednávek a doručování

## Seznam provozovatelů mobilních komerčních služeb
- Digby poskytuje obchodníkům značkové aplikace určené pro webové stránky do mobilů.
- Handango tato společnost shromažďuje aplikace do inteligentních mobilů.
- Luup umožňuje uživatelům posílat a přijímat platby pomocí mobilních telefonů.
- Singlepoint provozuje služeby související s SMS.
- Marketext provozuje služby související s SMS.
- Movaya poskytuje nástroje k obchodování.
- Motricity je telekomunikační společnost shromažďující různé aplikace.
- OpenMarket Inc. poskytuje služby SMS, dále peněžní služby a doručování.
- Mobify zajišťuje službu m-commerce a služby spojené s inzerováním v mobilních telefonech.